# Vincenc Rupert Smolík
Vincenc Rupert Smolík (28. října 1857 Sychrov u Liberce – 29. června 1902 Praha) byl český akademický sochař, řezbář, modelér a medailér v období historismu a secese.

## Život
Pocházel z rodiny kameníka Vincence Smolíka z Radimovic a jeho manželky Amálie, rozené Königové. Otec s truhlářem Janem Königem (tchánem) pracovali ve službách knížecí rodiny Rohanů  při úpravách zámku Sychrov, kde bylo potřeba i řezbáře.  Vincenc se tam proto vyučil řezbářem (pravděpodobně u Petra Buška). Později začal studovat sochařství na Akademii výtvarných umění v Mnichově, jak bylo uvedeno u jeho jména v katalogu exponátů na Zemské jubilejní výstavě v Praze v roce 1891, kde vystavoval studijní plastiku děvčete,ale studia pravděpodobně brzy přerušil.
Pracoval jako řezbář, medailér a sochař, nejdříve v severních Čechách a na Turnovsku. 19. února 1884 se v Jenišovicích oženil s Annou Feixovou (* 1862), která byla také výtvarně činná. Od roku 1888 bydlel na předměstí Prahy, postupně na Smíchově a v Karlíně. Kromě vlastní práce byl také modelérem a prováděl cizí návrhy. 
Byl členem Krasoumné jednoty v Čechách a Měšťanské besedy, jejichž výročních výstav se účastnil. V úmrtním oznámení se uvádí, že žil v bídných poměrech.
Zemřel v Praze roku 1902 ve věku 44 let. Pohřben byl na Olšanských hřbitovech.

## Dílo
- Podobizna děvčete (1891)
- Mladý rybář (1892)

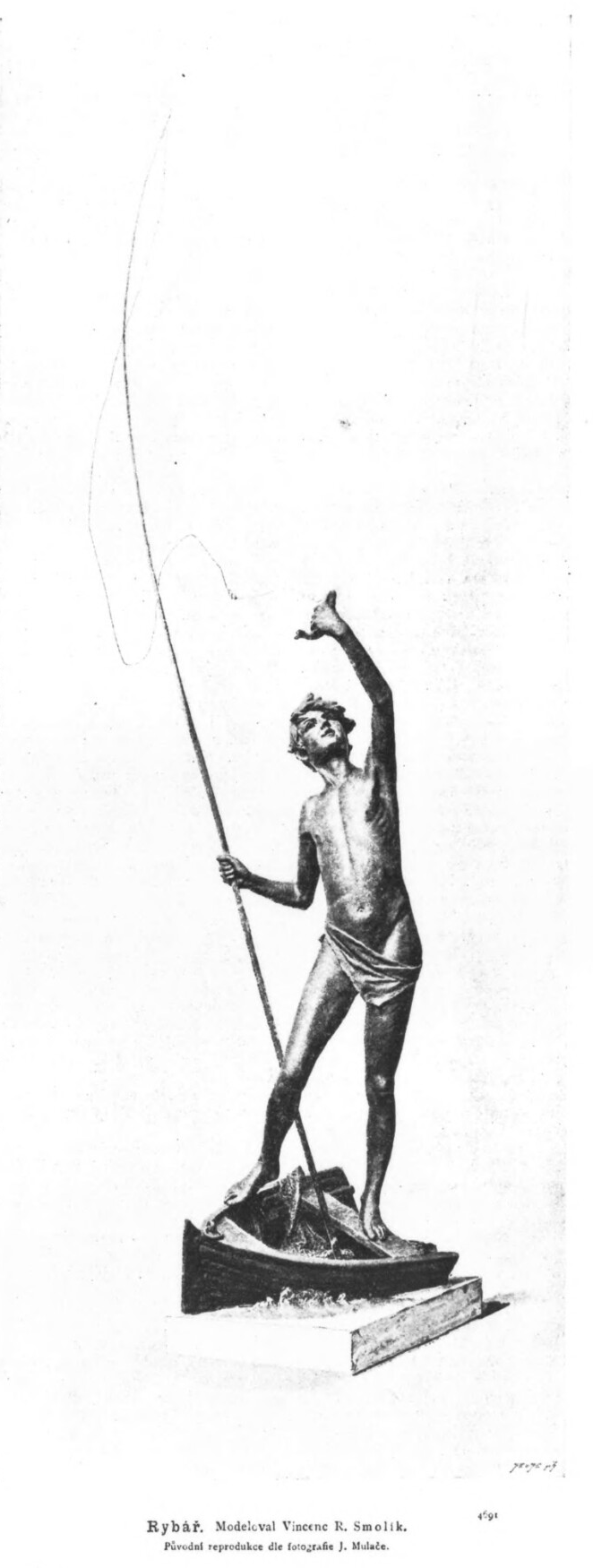
Rybář, foto Jan Mulač, 1892

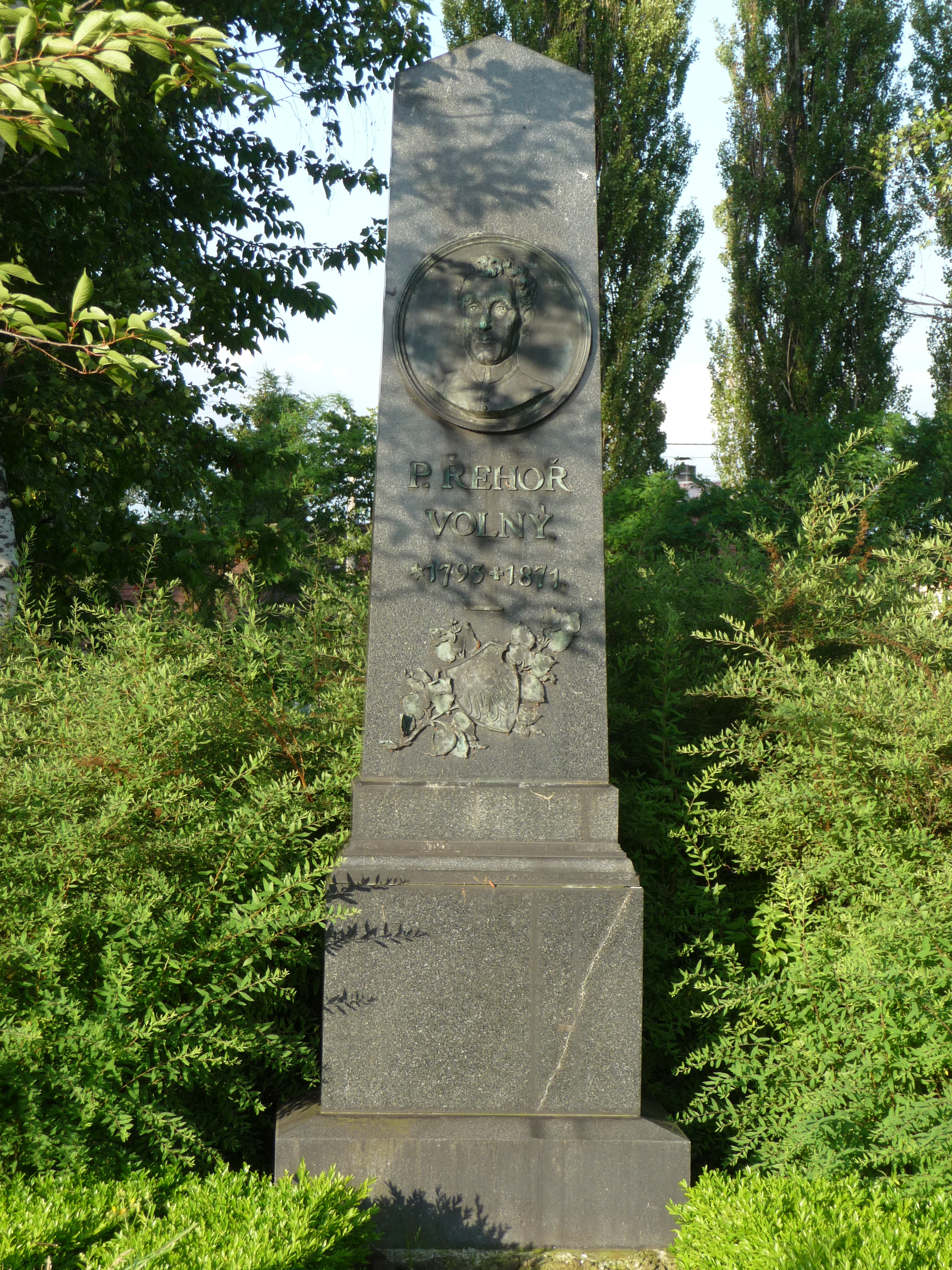
Pomník Řehoře Volného

- Záslužná zemědělská medaile s reliéfem Přemysla Oráče na aversu (1893)[6]
- Portrétní busta Jaroslava Vrchlického, dřevořezba (1894)[7]
- Pomník s plaketou historika Řehoře Wolného v Příboru (1894)
- Madona, dřevořezba
- Kristus, dřevořezba
- Medailony českých králů na fasádě budovy Muzea hl. m. Prahy v Praze 2, Na Florenci
- Model pamětní desky s reliéfem Lumíra na rodném domě Jana Nerudy v Nerudově ulici v Praze (podle skici Viktora Olivy), v bronzu odlil František Houdek, Karlín 1895
- Figuríny českých lidových typů mužů a žen na Národopisné výstavě českoslovanské, Výstaviště Praha Holešovice 1895

zaniklé: 
- Sousoší Vojna a mír, Plzeň[8]